# ATRAC
ATRAC (Adaptive Transform Acoustic Coding) è un sistema di registrazione audio compresso del tipo lossy impiegato nel Minidisc che tiene conto di fenomeni psicoacustici quali l'effetto di mascheramento e la soglia di udibilità.
Brevetti degli Stati Uniti d'America e di altri Paesi concessi su licenza dai Dolby Laboratories.

## Storia
ATRAC è una famiglia di algoritmi di compressione audio di tipo lossy proprietaria sviluppata da Sony. La prima applicazione commerciale di tale codifica avvenne nel 1992 come formato audio utilizzato nei Minidisc (anch'essi sviluppati da Sony) e permette di immagazzinare in un disco magneto-ottico di soli 64 mm di diametro informazioni audio per una durata uguale a quella di un CD (74 minuti in modalità stereo), con una perdita di qualità percepibile molto limitata. Nel tempo i codec utilizzati da tale formato sono stati evoluti e migliorati ed oggi comprendono versioni come l'ATRAC Advanced Lossless (2006) o l'ATRAC9. Dal 2011 ATRAC non viene più supportato dai riproduttori audio realizzati dalla stessa Sony.
| generazione ATRAC       | caratteristiche principali |
| ----------------------- | --- |
| ATRAC 1                 | Introdotto nel febbraio 1993. 16x16 bit |
| ATRAC 2                 | Introdotto nel novembre 1993. 16x24 bit |
| ATRAC 3                 | Introdotto nel novembre 1994. 16x24 bit. Utilizza una Velocità di trasmissione a 132 kbit/s in modalità LP2 e a 66 kbit/s in modalità LP4, che permettono di registrare sino a 324 minuti su un MiniDisc da 80 minuti. |
| ATRAC 3 plus            | Introdotto nel febbraio 1995. Codec "ibrido" utilizzato in svariati dispositivi Sony. I MiniDisc registrati in questo formato sono incompatibili con riproduttori precedenti.                                          |
| ATRAC 3.5               | Migliora la riproduzione sui segnali di breve durata. |
| ATRAC 4                 | 24x24 bit |
| ATRAC 4.5               | Utilizza l'"Adaptive High Band Control", con risposta in frequenza migliorata a 20kHz e rumore abbassato a 3dB |
| ATRAC-R                 | Implementa la risoluzione delle alte frequenze |
| ATRAC-S                 | Utilizza un chip DSP ATRAC che combina un codec ATRAC3 migliorato e un codec ATRAC1 Type-R per una migliore riproduzione delle registrazioni in modalità LP2/LP4.                                                      |
| ATRAC Advanced Lossless | Introdotto nel 2006. Utilizza un codec ATRAC3 o ATRAC3plus incrementato con informazioni memorizzate nel file da riprodurre                                                                                            |
| ATRAC 9                 | Codec ottimizzato per i giochi, utilizzato nelle console PS4 e PSvita |

## Principi di funzionamento
In fase di registrazione il segnale viene suddiviso in intervalli di tempo regolari di 20 millisecondi e scomposto nelle sue componenti mediante FFT (trasformata rapida di Fourier). Successivamente il segnale audio analizzato viene fatto riconoscere dall'algoritmo di compressione che taglia tutti i segnali ritenuti non udibili e quindi superflui per la registrazione, il segnale di registrazioni audio con questo tipo di compressione ha un fattore prossimo a 5. In fase di lettura, dopo che il decodificatore ATRAC ha ricomposto le varie componenti del segnale audio ed i diversi segmenti di 20 millisecondi, il segnale digitale viene trattato con un normale convertitore D/A a 16 bit.

## Velocità di trasmissione e qualità
In origine ATRAC prevedeva una velocità di trasmissione di 292 kbit/s (utilizzato per la codifica audio nei MiniDisc) e consentiva di ottenere una qualità 'vicina' a quella riscontrabile in un CD-Audio. Nel tempo, i miglioramenti apportati al formato hanno consentito di ottenere risultati qualitativi migliori a parità di velocità di trasmissione.
Sony ha dichiarato ufficialmente che la specifica ATRAC3plus a 64 kbit/s consente di ottenere un audio comparabile a quello ottenibile con una codifica MP3 a 128 kbit/s, rendendolo paragonabile ad altri codec quali AACplus, mp3PRO e Windows Media Audio (secondo dichiarazioni simili da parte di Microsoft).

## Prestazioni
Gli sviluppatori del codec sostengono che gli algoritmi utilizzati da ATRAC, grazie anche alla stretta collaborazione di LSI, consentono un'alta velocità di encoding con un minimo utilizzo di potenza. Caratteristica che differenzia ATRAC degli altri codec, sviluppati principalmente per i computer e senza prestare particolare attenzione alle limitate capacità hardware dei dispositivi portatili.
Secondo i progettisti, gli algoritmi ATRAC furono sviluppati in stretta cooperazione con ingegneri per lo sviluppo LSI di Sony per creare un prodotto che potesse comprimere ad alta velocità e con minimo dispendio energetico.
I Walkman Sony offrono una migliore durata della batteria quando riproducono file ATRAC rispetto ai file MP3. È il modo in cui le serie Sony NW-HDx (NW-HD1, NW-HD3, NW-HD5) dei Walkman dichiarano una durata della batteria di 30 ore. Tuttavia, Sony ha inserito la compatibilità con ATRAC solo nei telefoni della serie Sony Ericsson Walkman del mercato giapponese, e non nel mercato GSM/UMTS. Le serie Xplod di Sony per riproduttori CD per audio supportavano i CD ATRAC. I minidisk con canzoni in formato ATRAC  sono stati supportati dalle autoradio Eclipse.

## ATRAC1
La specifica ATRAC1 venne inizialmente applicata da Sony al proprio formato audio per i cinema, l'SDDS,  negli anni '90 in diretta competizione (ma in realtà le pellicole contengono  anche la colonna SDDS, senza perdere le altre) con i sistemi Dolby Digital (AC3) e DTS.
SDDS utilizza il formato ATRAC1 su 8 canali con una velocità di trasmissione complessivo di 1168 kbit/s.
Due filtri QMF impilati dividono il segnale in 3 parti:
- da 0 a 5.5125 kHz
- da 5.5125 a 11.025 kHz
- da 11.025 a 22.05 kHz

## ATRAC3 (Modi LP2 e LP4)
Modo LP2
Utilizza un bit rate pari a 132 kbit/s e la qualità percepita è molto simile a quella ottenibile con una codifica MP3 a bit rate simile; come afferma un blind test tenutosi nel febbraio 2003 commissionato da Sony e svolto da una società esterna.
Altri test di tipo scientifico svolti dall'Unione europea di radiodiffusione indicano che l'implementazione di ATRAC3 utilizzata dal formato RealAudio 8 a 64 kbit/s si posiziona come secondo miglior codec oggi disponibile, battuta solamente dal più avanzato formato MP3Pro.
Tuttavia, in ulteriori indagini di tipo double blind-test del maggio 2004 che mettevano a confronto ATRAC3, Ogg Vorbis, MP3 a bit rate variabile ottenuti con LAME ed AAC il codec di Sony si è classificato ultimo.
Alcune critiche comuni inerenti alle  indagini svolte riguardano la possibilità che Sony abbia deciso di non implementare i migliori sistemi di encoding e decoding (denominati DSP TYPE S) per PC. Tali supposizioni però vengono smentite dalla presenza dei codec DSP TYPE S in alcuni modelli di riproduttori e registratori portatili delle serie HiMD (come il Sony HiMD Walkman MZ-NH1) e NetMD (come il Sony MD  Walkman MZ-N10).